# Hovophileurus sulcicollis
Hovophileurus sulcicollis är en skalbaggsart som beskrevs av Leon Fairmaire 1899. Hovophileurus sulcicollis ingår i släktet Hovophileurus och familjen Dynastidae. Inga underarter finns listade i Catalogue of Life.